# Microcharon sisyphus
Microcharon sisyphus är en kräftdjursart som beskrevs av Claude Chappuis och G. Delamare 1954. Microcharon sisyphus ingår i släktet Microcharon och familjen Microparasellidae. Inga underarter finns listade i Catalogue of Life.